# Historieta en Alemania
La historieta o cómic alemán, a pesar de sus brillantes aportaciones en la segunda mitad del siglo XIX, no ha adquirido el mismo desarrollo que la de otros países europeos, representando únicamente alrededor del 3% de material impreso en Alemania. Su mercado se halla dominado además por las historietas importadas por editoriales como Editorial Panini, Ehapa o Carlsen Comics. Las principales editoriales de material original son Schwarzer Turm, Weissblech Comics, Gringo Comics y Zwerchfell. 

## Historia

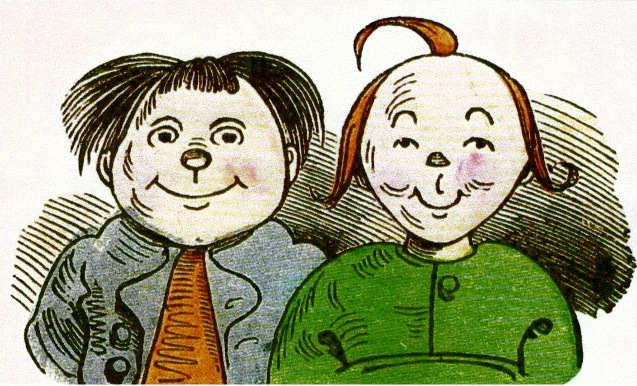
Max y Moritz.

### Los brillantes orígenes (1844-1899)
Los álbumes del franco-suizo Rodolphe Töpffer tuvieron mucho éxito en Alemania, contribuyendo al desarrollo del bilderbogen (en alemán, hojas con dibujos). Estas eran narraciones humorísticas que combinaban dibujos con versos o prosa al pie. En 1844, Kaspar Braun fundaría el periódico satítico Fliegende Blätter, acogiendo los bilderbogen de auores tan importantes como Wilhelm Busch, creador de Max y Moritz en 1865.

### Las primeras revistas infantiles (1900-1944)
En palabras de Wolfgang Fuchs, "los comics fueron los hijastros de la literatura infantil entre las dos guerras mundiales", aunque

La tradición de los bilderbogen se había mantenido viva hasta cierto punto y algunas influencias extranjeras habían contribuido a que el género evolucionase hacia pautas internacionales.

Así, había revistas gratuitas de empresas como Rama o Kardstadt que a veces incluían cómics americanos y revistas semanales como Berliner Illustrirte (sic) y Die Grüne Post que también publicaban cómics, como Stups de Max A. Otto, Vater und Sohn (Padre e hijo) (1934-1944) de Erich Ohser y Die Fünf Schreckensteiner (1939-40) de Ferdinand Barlog.  

### La autarquía (1948-64)
El racionamiento de papel terminó en 1948, produciéndose una avalancha de cómics foráneos. Entre ellos, destaca la revista Micky Maus (1951), edición alemana de la estadounidense Walt Disney's Comics and Stories, que se convierte en la más vendida del país hasta la actualidad, siendo imitada su estética por Rolf Kauka y Dorul van der Heideen en su serie Fix und Foxy (1953). Ese mismo año, el editor Walter Lehning comenzaba a importar historietas italianas del formato piccolo, pero al poco tiempo la mayoría del material importado será restringido por una ley de 1953, con el pretexto de salvaguardar a los infantes. En su lugar, el suizo Hansrudi Wäscher produce ingentemente series de ambientación histórica, como Sigurd (1953) y selvática como Tibor para sustituir a las originales. 
Otras historietas más originales aparecen en las revistas: En Quick, la paródica Nick Knatterton (1950) de Manfred Schmidt; en Stern, Jimmy das Gummipferd (1953-76) de Roland Kohlsaat,  Taró (1959-68) de Fritz Raab/Franz-Werner Richter-Johnsen y Reinhold das Nashorn de Loriot.

### La cooperación internacional (1965-1978)

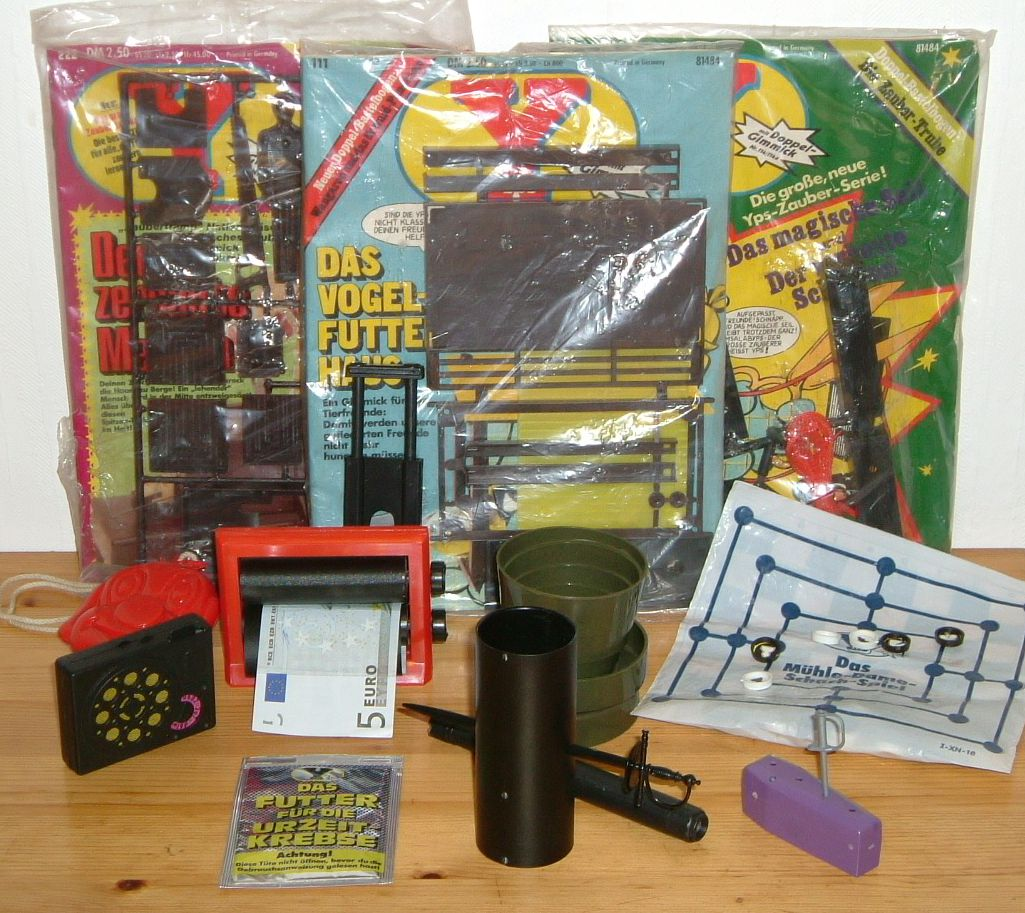
Algunos obsequios de la revista "Yps".

A mediados de los sesenta, empezaron a triunfar las series de importación: Superhéroes de las editoriales estadounidenses Marvel y DC y sobre todo Astérix. El cómic franco-belga también constituía el grueso de la revista juvenil "Zack" (1972), aunque ello no impidió que publicara la primera historieta de Matthias Schultheiss. 
Los editores alemanes contrataban también a historietistas de otros países, en especial italianos (los del estudio de Alberto Giolitti) y españoles (Jordi Bernet o Rafael Méndez a través de la agencia Bardon Art), para realizar nuevas series como Andrax (1974) y revistas como Kung-Fu (1975).
Otra revista juvenil importante fue "Yps" (1975).

### Los últimos años (1978-)

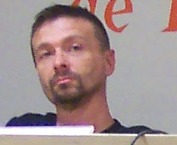
Ralf König.

A principios de los 80, el mercado alemán estaba copado por cuatro compañías: Ehapa Verlag, con un 60% del mercado, Bastei, Condor y Carlsen Verlag.
Existía también un importante comic underground, del que surgirían autores como Brösel, creador de Werner (1978), y Ralf König, el historietista alemán más popular de la actualidad.  Poco después, empezaba a publicar también Walter Moers, célebre por obras satíricas como El pequeño hijoputa (1990).
En 1979 se fundó el Museo de la caricatura y el dibujo animado de Basilea.
Desde 1999 se celebra en Essen la Comic Action. Ese mismo año, un grupo de estudiantes de Comunicación de Berlín (Kathi Käppel, Jens Harder, Tim Dinter, Ulli Lust, Mawil y Kai Pfeiffer) fundaron la asociación historietística Monogatari, cuya primera revista apareció en 2001: 'Alltagsspionage'. Otros autores independientes destacados son Flix, Ulf Keyenburg y Reinhard Kleist.